# Good Girl (Kim Hyun-ah)
Good Girl è un singolo della cantante sudcoreana Hyuna, pubblicato nel 2021.

## Descrizione
Il singolo doveva essere rilasciato come singolo pre-release il 27 settembre 2020, ma per questioni di salute della cantante è stato posticipato. La canzone è stata registrata nel 2020.